# سلوك القطيع
القطيع (herd behavior) هو مصطلح يطلق على سلوك الأشخاص في الجماعة عندما يقومون بالتصرف بسلوك الجماعة التي ينتمون لها دون كثير من التفكير أو التخطيط والبحث. هذا المصطلح في الأساس يطلق على تصرف الحيوانات في القطيع. كما يطلق أيضا على سلوك الطلاب في المدارس او الذين ينتمون الى جماعات دينية. و يمكن أن تصنف المظاهرات في الشوارع كذلك ضمن هذا النوع من السلوك.

## سلوك القطيع عند الحيوانات
يعتبر فرار الحيوانات من الحيوانات المفترسة تمثيلا جيدا لسلوك القطيع عند الحيوانات. ذكر عالم الأحياء هاملتون في مقالته: «هندسة القطيع الأناني» أن كل عضو في مجموعة ما (كما في قطيع من الحيوانات) يخدم نفسه بالدرجة الأولى حيث يقلل الخطر عن نفسه بالدخول مع الجماعة والتطبع بسلوكهم. هكذا يظهر القطيع إذن بمظهر الوحدة الواحدة وهو في حقيقة الأمر يخدم مصالح الأفراد أنفسهم.

## سلوك القطيع في المجتمعات البشرية
أجريت العديد من البحوث على الأشخاص لفهم تصرف البشر في الجماعة الواحدة عندما يقومون بالتصرف بسلوك متشابه في نفس الوقت أي ما يعرف بـ"أخلاق القطيع" أو سلوك القطيع"، فوجدوا أنه في الجماعة الواحدة، يميل الأشخاص الأقل مركزا أو الاقل تأثيرا في الجماعة إلى التصرف بسلوك من هم أعلى مركزا أو أحسن حالة وظيفية أو اجتماعية.
ومن أشهر الأمثلة على سلوك القطيع في المجتمعات البشرية: سلوك الأشخاص في سوق الأسهم، وأثناء المظاهرات، وأثناء اتخاذهم للقرارات الروتينية.

### سلوك الأشخاص في سوق الأسهم
تتم صفقات سوق الأسهم غالبا في فترات بيع وشراء محمومة ثم تتوقف لفترة لتبدأ فترة أخرى من البيع والشراء المحموم، مما يؤكد وبقوة نظرية «سلوك القطيع» في هذا النوع من الأسواق، حيث يلجأ الأشخاص إلى إجراء الصفقات بشكل غير عقلاني وتحركه العاطفة، فدخولهم للسوق بسبب رؤيتهم إقبال الناس عليه، وسيخرجون من السوق إن رأوا الناس فروا منه دون تخطيط أو رأي شخصي لهم.

### سلوك الأشخاص في الحشود والمظاهرات
نقصد به السلوك الذي يقوم به الأشخاص الذين ينتمون لجماعة ما عندما يقومون بالتظاهر احتجاجا على وضعهم أو على قرار لم يعجبهم، أو عندما يقوم من ينتمي لطائفة أو عرق معين بالدفاع عن عرقه وطائفته. حيث يلجأ هؤلاء الافراد إلى التجمهر في مكان ما والتصرف بطريقة غوغائية عشوائية، فينتج عنه إصابات أو وفيات في كثير من الأحيان. والأمثلة في ذلك كثيرة، ونورد منها على سبيل المثال ما حدث أثناء تقسيم الهند. تبادل السكان بين الهند وباكستان جلب الملايين من المسلمين والهندوس، الذين أقاموا بجوار بعضهم، ما نتج عنه أعمال عنف قدر عدد القتلى فيها بين 200,000 ومليون قتيل.من الأمثلة أيضا الأحداث الرياضية حيث تحدث فيها أعمال شغب وعنف عندما يفوز فريقه أو يهزم.

### سلوك الأشخاص في قراراتهم اليومية
يظهر «سلوك القطيع» عند الأشخاص في اتخاذهم لقراراتهم الشخصية، حيث يقرر الشخص قراراته الروتينية بناء على المعارف والمهارات التي يكتسبها من الآخرين أو بناء على التصرف الذي يراه من الآخرين. على سبيل المثال، نفرض أن شخصا خرج في أحد الليالي يبحث عن مطعم يتناول فيه عشاءه، فمر على مطعمين (أ) و (ب)، وكانا في نفس المستوى من ناحية المظهر الخارجي والخدمة المقدمة، لكن المطعم (أ) كان به زبائن، بينما (ب) كان فارغا، سنجد أن الرجل يتوجه تلقائيا إلى المطعم (أ) معتقدا أن وجود الناس فيه لابد وأن يعني أنه أفضل.

### سلوك الأشخاص في الإنترنت
من أوضح وأظهر الأمثلة لـ«سلوك القطيع»، حين يقوم الأشخاص مثلا بتمرير رسالة أو نشر موضوع دون التأكد من مصدره، فقط لمجرد أن مرسل الرسالة قال له: «أرسل الرسالة لأكبر عدد ممكن»، وكذلك عن الرد علي أحد الموضوعات باتجاه معين نجد أغلب التعليقات تأخذ نفس اتجاه هذا التعليق!

## فوائد سلوك القطيع
من فوائده:
- حصول الشخص على التأييد لقراره.
- تحقيق الشخص لمصالحه الشخصية مستندا على الآخرين

```
, ويتخذ قراراته اليومية بناء على معارف وخبرات الآخرين.
```

## مساوئ سلوك القطيع
من مساوئه:
- إهمال الشخص لتفكيره وقراره الشخصي وذوبانه في الآخرين.
- تعريض نفسه للأخطار وأحيانا للقتل_كما يحدث في أعمال الشغب.
- ربما يوجد قرار أفضل من القرار الذي اتخذته الجماعة فيضيع على نفسه فرصة الحصول على القرار الأفضل باتباعه للجماعة.

## انظر ايضاً
- تعاقب المعلومات
- مشكلة شخص آخر
- آلان إف. بلاكويل